# 阿默恩多夫
阿默恩多夫是德国巴伐利亚州的一个市镇。总面积5.06平方公里，总人口2119人，其中男性1052人，女性1067人（2011年12月31日），人口密度419人/平方公里。